# Joan Calucho Mestres
Joan Calucho Mestres (Lleida, 25 de juny de 1925) va ser un ciclista català que va córrer professionalment entre 1945 i 1959.
El seu germà petit Jaume també fou ciclista professional.

## Palmarès
- 1945
  - 1r a la Volta a Lleida
- 1948
  - 1r a la Volta a Lleida
- 1950
  - 1r al Circuit Ribera del Jalón

### Resultats a la Vuelta a Espanya
- 1955.